# Marina (telenovela de 1965)
Marina fue una telenovela brasileña emitida en Rede Globo entre 23 de agosto y 10 de septiembre de 1965 en 15 capítulos, a las 13h.

## Elenco
- Maximira Figueiredo - Marina
- Turíbio Ruiz - João
- Aristides Molina - Tieto
- Gervásio Marques - Maurício
- Lucy Meireles - Laura
- Marcos Granado - Pedro
- Mônica Reis - Carol
- Siomara - Andrea